# Långsjön (Frustuna socken, Södermanland, 654151-158271)
Långsjön är en sjö i Gnesta kommun i Södermanland och ingår i Trosaåns huvudavrinningsområde. Sjön är 7 meter djup, har en yta på 0,222 kvadratkilometer och befinner sig 44,4 meter över havet.

## Delavrinningsområde
Långsjön ingår i det delavrinningsområde (654190-158270) som SMHI kallar för Utloppet av Stora Tomtsjön. Medelhöjden är 52 meter över havet och ytan är 3,17 kvadratkilometer. Det finns inga avrinningsområden uppströms utan avrinningsområdet är högsta punkten. Vattendraget som avvattnar avrinningsområdet har biflödesordning 3, vilket innebär att vattnet flödar genom totalt 3 vattendrag innan det når havet efter 30 kilometer. Avrinningsområdet består mestadels av skog (74 procent). Avrinningsområdet har 0,6 kvadratkilometer vattenytor vilket ger det en sjöprocent på 18,9 procent.